# Leonard Whiting
Leonard Whiting (født 30. juni 1950 i London i Storbritannien) er en britisk skuespiller, som 1968 spillede hovedrollen som Romeo i Franco Zeffirellis version af Romeo og Julie. Rollen indbragte ham en Golden Globe for årets nye skuespiller. Han var på det tidspunkt kun 17 år gammel.